# Effet Janzen-Connell
L’effet Janzen-Connell a été théorisé de manière indépendante par Daniel H. Janzen, en 1970, et par Joseph H. Connell en 1971. Cette hypothèse explique le maintien de la grande diversité d’une forêt tropicale. Celle-ci propose que les ennemis naturels spécifiques à l’hôte, tels que les prédateurs de graines, les herbivores et les agents pathogènes, maintiennent la diversité des communautés végétales.  Les taux de survie des graines et des semis conspécifiques sont réduits à proximité des adultes reproducteurs ainsi que dans les zones de forte densité de l’espèce. La force des effets de Janzen-Connell dépend donc de la distance et de la densité.
Ces ennemis naturels vont empêcher le recrutement de plantules dans l’entourage proche des individus conspécifiques préexistants, créant « une zone d’exclusion ». Cet espace sera disponible pour l’installation de nouvelles espèces favorisant ainsi la coexistence interspécifique.
Les prédateurs distance-dépendants exercent une forte pression de prédation à proximité de l’arbre mère. Les ennemis densité-dépendants exercent une forte pression de prédation dans un environnement avec des ressources abondantes, qui leur sont spécifiques (graines, plantules),.
La distance à la plante mère ainsi que la densité d’individus conspécifiques sont des effets censés expliquer la variation de diversité selon les conditions environnementales. Ces effets sont prédits comme étant plus élevés dans les zones tropicales que dans les zones tempérées ainsi que dans les biotopes plus humides par rapport à ceux plus secs.
L’hypothèse a principalement été démontrée dans un contexte de communautés végétales (prairies, forêts tempérées, forêts tropicales…), mais des études sur des récifs coralliens ont également été menées.

## Historique

### Janzen

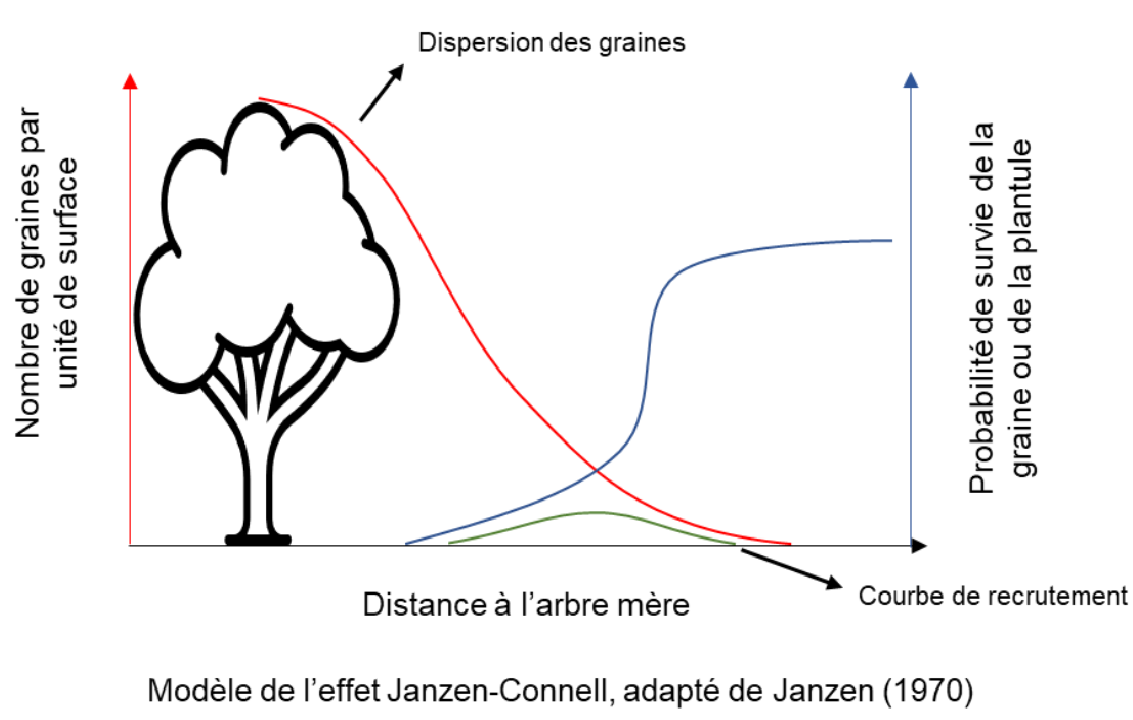

Daniel H. Janzen publie en 1970, dans The American Naturalist, son hypothèse de corrélation entre les herbivores et le nombre d’espèces en forêt tropicale. L’action des prédateurs sur les graines et jeunes plantes diminuerait la probabilité de survie des individus à proximité d’une plante adulte qui leur serait conspécifique : cela permettrait de laisser un espace disponible à d’autres espèces, d’où la grande diversité observée en forêt tropicale. Les ennemis s’attaqueraient à la plante pendant ses premiers stades de développement (graine, plantule). En effet, un arbre adulte est moins touché par l’action des ennemis herbivores, tandis que les jeunes plantules y sont plus vulnérables. La création du modèle amplement utilisé aujourd’hui pour expliquer l’hypothèse lui est attribuée. Il paraît dans son article «Herbivores and the number of tree species in tropical forests» : le croisement de la courbe de dispersion et de probabilité de survie de la graine définit la zone de recrutement, ou l’addition d’un nouvel individu à la population.
Selon Janzen, la dispersion dépend de la morphologie de la graine (notamment de sa taille), de la prédation avant la dispersion et des facteurs de dispersion. Il décrit la courbe de dispersion (‘shadow curve’) comme le nombre de graines qui tombent par unité de surface. Elle diminue avec la distance à l’arbre mère qui augmente.
Dans son hypothèse, il souligne l’importance de la spécificité des ennemis pour les hôtes. Sans cette spécificité, la probabilité de germination serait constante peu importe la distance à la plante mère. Les ennemis naturels spécifiques sont donc rassemblés autour de la plante mère, sous-entendant leur absence à partir d’une certaine distance. Ce rayon est appelé zone d’exclusion. La courbe de survie (‘escape curve’) est la probabilité de réussite de germination d’une graine, sous-entendu qu’elle échappe à la prédation. Elle augmente avec la distance à la plante mère.  
Il fait la différence entre la prédation avant la dispersion et une fois la dispersion passée. Ainsi, plus la dispersion est rapide, plus la période de prédation pré-dispersion est courte, et meilleure sera la survie de la graine. Janzen distingue les prédateurs densité-dépendants et distance-dépendants.

### Connell
Un an après Janzen, en 1971, Joseph Hurd Connell propose sa version de ce qui est aujourd’hui appelé l’hypothèse Janzen-Connell. Tout d’abord, il part d’une observation qui lui semble, a priori, contre-intuitive : au sein d’un même écosystème, on trouve des espèces en compétition qui ont des stratégies similaires d'accès aux ressources. Elles n’ont pas adopté de stratégies divergentes au cours du temps, pour leur permettre un meilleur accès aux ressources. Des expériences en laboratoire réalisées préalablement par Darwin (1859), Harper (1970) ou Slobodkin (1964) ont montré que la présence d’ennemis mène à une diminution de la compétition entre les espèces proies. Dans son article, Connell propose de répondre à la question suivante : sous quelles conditions environnementales l’action d’ennemis peut-elle empêcher l’exclusion compétitive entre les espèces proies ?
La première partie de son article se concentre sur l’étude de l’efficacité et la spécificité de la prédation par des espèces d’escargot sur des Cirripèdes. Il compare les résultats qu’il obtient sur deux sites, à Millport en Écosse et l’île de San Juan aux États-Unis. A San Juan, le nombre d’espèces de proies reste limité, de par les conditions environnementales, les prédateurs se sont spécialisés et sont efficaces. Ils arrivent à limiter le nombre de proies et finalement, la compétition spatiale entre celles-ci. Au contraire, à Millport, les prédateurs sont plus généralistes car ils ont accès à plus d’espèces de proies, et il y a de la compétition entre les proies.
Ensuite, Connell s’intéresse à l’exclusion compétitive au sein d’espèces d’arbres dans les forêts tropicales humides. Il fait l’hypothèse suivante : chaque arbre possède des ennemis, spécifiques à lui-même et à ses plantules, qui s’accumulent autour de lui. La seule manière pour l’espèce de survivre serait donc de disperser ses graines pour que la plantule puisse survivre et grandir. De plus, Connell conclut que dans un environnement avec beaucoup de fluctuations environnementales, l’efficacité des ennemis diminue et laisse place à la compétition pour les ressources entre les espèces de proies.

## Variation de l’effet Janzen-Connell

### Différence de la force de l’effet Janzen-Connell en lien avec la dispersion
En fonction des agents de dispersion, la dissémination des graines varie, ce qui influence leur survie. Les acteurs de la dissémination des graines en forêt tropicale sont les primates, oiseaux, chauves-souris (par zoochorie), ou la simple action du vent (par anémochorie). Il est possible que les graines soient déviées par les branches et plantes grimpantes ; il y a une accumulation de graines dans certains sites, notamment en dessous des nids des oiseaux et juchoirs des primates.

### Différence de la force de l’effet Janzen-Connell en lien avec la précipitation
L’effet de Janzen-Connell est observé de manière plus intense dans les habitats humides, avec des précipitations annuelles plus élevées que dans les zones tempérées, caractérisées par de faibles précipitations annuelles.
L’hypothèse de Givnish en 1999, explique que la survie des ennemies naturels de petites tailles et intolérants à la dessiccation (champignons, insectes) augmentent avec les précipitations. En parallèle, les habitats secs et saisonniers ont un environnement physique plus sévère et imprévisible. Les différentes ressources sont disponibles par intermittence, ainsi la survie des ennemies naturels est réduite. Les ennemis naturels sont davantage généralistes dans ces zones à forte saisonnalité.
Une explication supplémentaire pourrait être que les interactions biotiques sont plus importantes dans les régions tropicales que tempérées. En effet, on observe un taux d’herbivorie plus important, et la présence d’insectes herbivores plus spécialisés.

### Différence de la force des effets de Janzen-Connell au niveau intraspécifique
L’effet Janzen-Connell concerne les individus conspécifiques, c’est-à-dire la distance des graines et plantules par rapport à leur arbre parent ou autre arbre adulte de la même espèce. Cela est dû à la spécificité des ennemis pour un hôte.
L’effet Janzen-Connell est plus répandu lors des premiers stades de vie, lorsque les individus sont plus regroupés et vulnérables aux attaques des ennemis naturels.  
D’après l’article de Comita et collaborateurs (2014), les effets sont plus forts au stade de plantule qu’au stade de graine. Cette affirmation est conforme à ce que pensait Connell et contraire à ce que pensait Janzen. La mortalité au stade plantule est plus fortement influencée par la distance aux congénères qu’au stade de graine. Les deux stades de vie ont répondu de la même manière à la densité conspécifique.
Le comportement des ennemis naturels influence la mortalité aux différents stades de vie. Par exemple, les mammifères ont tendance à se nourrir de graines plutôt que de plantules. Or, ils contribuent moins fortement à l’effet de Janzen-Connell que les insectes et les pathogènes.

### Différence de la force de l’effet Janzen-Connell au niveau interspécifique
On observe des variations entre guildes écologiques avec des stratégies d'histoire de vie différentes. On peut par exemple mettre en évidence des trade-offs entre l’allocation des ressources pour la défense et une croissance rapide.
Sur un même site, les espèces rares sont plus sensibles aux pathogènes spécifiques que les espèces communes. Les espèces rares subissent donc une plus forte densité dépendance négative. Les zones tropicales comportent plus d’espèces rares que les zones tempérées.

## Ennemis naturels des communautés végétales
L’hypothèse de Janzen-Connell illustre une théorie top down : la chaîne trophique est régulée par ses niveaux supérieurs, les prédateurs et autres pathogènes. Dans le développement de son hypothèse, Janzen souligne la nécessité d’identifier les ennemis naturels des plantes qui causeraient l’effet d’espacement entre les arbres parents et les plantules. Cet espacement est dû à la corrélation négative entre la densité de graines, ou plantules, et leur fitness : c’est une relation de densité-dépendance négative. L’ajout d’individus à la population initiale provoque une accumulation d’ennemis.
Plusieurs expériences ont été menées sur la prédation des herbivores, cependant l’effet Janzen-Connell semblerait être provoqué essentiellement par la présence d’insectes herbivores et de champignons pathogènes.
La raison de cette densité-dépendance négative est longtemps restée inconnue. En 2014, Bagchi et collaborateurs  publient un article dans Nature, proposant comme cause la présence d’insectes herbivores et de pathogènes (champignons et oomycètes) qui vivent en interaction avec les communautés végétales . Par l’utilisation de fongicides (affectant aussi les oomycètes) et d’un insecticide, ils démontrent que ces espèces sont responsables de la diversité des communautés végétales. L’expérience a lieu à Belize, en Amérique Centrale, et démontre donc ce phénomène dans un contexte d’écosystème forestier tropical.
Des parcelles sont délimitées et aspergées d’eau pour les parcelles contrôles, et d’insecticides ou de fongicides pour les parcelles traitées.
- Les expériences ont prouvé que la présence d’insectes et de champignons pathogènes est la cause de la mortalité entre le stade graine et jeune plante (1ère étape de développement de la plante). L’abondance en plantules (donc germination des graines) est élevée avec les traitements, notamment à la suite de l’utilisation de l’insecticide.

- Les expériences ont permis de déterminer que la diversité, du moins dans un écosystème forestier tropical, est contrôlée par la présence des pathogènes. Sous la contrainte d’un fongicide ou d’un insecticide, l’étude montre que la diversité a tendance à diminuer. L’indice de Simpson inversé, indicateur de diversité, est supérieur dans les contrôles par rapport à celui des parcelles expérimentalement traitées.

- L’utilisation des fongicides diminue fortement la densité-dépendance négative, ce qui expliquerait qu’une espèce puisse exclure compétitivement les autres espèces du milieu et donc réduire la diversité du milieu.

Il est supposé que la densité-dépendance négative est liée à la facilitation de la transmission des pathogènes et à la dispersion des insectes dans une zone de forte densité.
Dans cette étude, les effets de la densité-dépendance négative sont présumés faibles car le lieu d’étude présentait une faible diversité, et a été réalisée sur temps court (17 mois). Cependant, les auteurs supposent que les effets s’accumulent avec le temps et sont d’autant plus importants quand la diversité du milieu est importante.
Les organismes responsables de la prédation avant et après la dispersion sont notamment des coléoptères, les larves de lépidoptères, les aphidés (pucerons) et les larves de mouche. Janzen cite également les oiseaux (perroquets), singes et écureuils, en précisant que les insectes sont plus susceptibles d’être hôte-dépendants que les autres animaux.
Les mammifères sont également causes de mortalité des graines et plantules. Les petits mammifères (<1kg), comme les souris et les rats, y participent davantage que les mammifères plus grands. Cela a été prouvé par l’utilisation d’exclos, qui laissent passer les mammifères en fonction de leur taille.

## Implications de l’effet Janzen-Connel

### Implications dans les systèmes agricoles
Dans leur article de 2008, étudiant une prairie native, Jana S. Petermann et collaborateurs s’appuient sur l’effet Janzen-Connell pour décrire les effets des rétroactions négatives du sol: processus par lequel la plante va modifier la composition biotique ou abiotique du sol, affectant sa propre capacité, ou la capacité des autres individus, à pousser. En effet, en agroécologie, l’effet Janzen-Connell est utilisé pour expliquer la colonisation d’un milieu par une espèce végétale.
Il y a une forte présence de pathogènes spécifiques au niveau d’une plante. Ainsi, quand elle meurt, la probabilité qu’une plante de la même espèce, ou d’une espèce aux traits similaires, colonise le même emplacement reste faible. Tandis qu’une plante d’une espèce aux traits divergents sera avantagée car les pathogènes présents ne lui seront pas spécifiques. C’est pour cela qu’il y a naturellement des rotations d’espèces de plantes. De plus, certains systèmes agricoles fonctionnent mieux, par exemple le système de rotation de culture (crop rotation scheme), car ils prennent en compte les effets avantageux des cultures diversifiées. Au contraire, les systèmes de monoculture, une seule espèce végétale y est cultivée, sont plus touchés par les pathogènes et présentent un rendement plus faible.

### Prédiction des effets des changements globaux sur la biodiversité
L’hypothèse Janzen-Connell explique la très grande biodiversité qu'accueillent les forêts tropicales dans le monde. Ces écosystèmes se trouvent en Amérique du Sud (Amazonie), Nord-Est de l’Afrique, Madagascar, la Nouvelle-Guinée et en Asie du Sud-Est. Face aux changements globaux, l’hypothèse Janzen-Connell aide à faire des prédictions, même s' il est encore difficile de prédire tous les effets de ces modifications.
Premièrement, d’après Comita et collaborateurs (2020), la perte de disperseurs de graines affecte de manière hétérogène le recrutement et la survie des différentes espèces de plantes. Celles-ci ne seront pas toutes affectées de la même manière car elles s’appuient sur des disperseurs différents. Les espèces reposant sur la dispersion abiotique seraient les moins affectées. Au contraire, celles qui se dispersent grâce aux oiseaux et mammifères seront probablement les plus touchées car ces deux types de disperseurs sont victimes de chasse intensive.
Deuxièmement, les interactions plantes-ennemis peuvent être perturbées par la fragmentation et particulièrement pour les espèces en bordure de l’habitat. Effectivement, le bord de la forêt tropicale est moins humide, plus chaud et contient moins de nutriments dans le sol. Cet habitat présente donc moins d’ennemis naturels et ils sont moins virulents. Avec la fragmentation, les plantes auront moins d'intérêt à se disperser et il y aura une diminution de la biodiversité.
De plus, comme vu précédemment, l’effet Janzen-Connell ne sera pas présent dans des écosystèmes dont les ennemis sont exclusivement généralistes. En effet, les populations d’espèces spécialistes sont plus vulnérables que celles généralistes face à la déforestation.  

## Limites de l’effet Janzen-Connell

### Biais d’expérimentation
- Pour étudier l’effet Janzen-Connell, les études doivent être réalisées sur un temps long afin de suivre le développement complet des graines. Beaucoup d’expériences n’ont pas su mettre en évidence l’effet Janzen-Connell du fait de la durée trop courte des tests[3].
- La plupart des recherches ont été menées dans des écosystèmes tropicaux, plutôt que dans des milieux tempérés. Cela pourrait expliquer pourquoi l’effet Janzen-Connell est plus fortement observé dans les écosystèmes tropicaux.

- Dans les études de dépendance à la densité, on trouve des biais dans la méthodologie de détection des graines et plantules. Il existe des erreurs lors du recensement écologique, particulièrement sur des études observationnelles[10].
- De plus, il y a des biais d'échantillonnage. En effet, les études se concentrent sur une zone d’échantillonnage délimitée. Cependant, il est probable que la dispersion des graines se soit effectuée sur une surface plus grande que celle étudiée.

### Distinguer l’effet de Janzen-Connell d’autres mécanismes
Comme vu précédemment, Janzen et Connell apportent une explication quant aux mécanismes écologiques qui confèrent une grande biodiversité aux forêts tropicales. L’effet Janzen Connell explique le maintien d’une telle diversité dû à la coexistence des espèces. Cependant, il existe d’autres mécanismes évolutifs, biogéographiques et écologiques qui décrivent l’origine de cette diversité. De nombreuses hypothèses leur sont associées.
- Janzen et Connell émettent tous les deux la possibilité que l’espacement des graines ne soit pas causé par les ennemis naturels mais par l’allélopathie. Certaines espèces de plantes produisent des toxines qui empêchent leur propre descendance de pousser à proximité. Cet effet s’apparente à l’hypothèse Janzen-Connell car il induit l’espacement des graines de la plante mère pour leur survie.
- Pour une coexistence stable des espèces, des mécanismes de stabilisation sont nécessaires. Cette coexistence à long terme est possible si les interactions négatives intraspécifiques sont plus fortes que celles interspécifiques. Empiriquement, cela revient à regarder la répartition des niches de ressources, entraînant une compétition intraspécifique plus forte que la compétition interspécifique. Ou alors, cette coexistence peut être favorisée par la présence d’ennemis naturels qui régulent la densité des espèces, comme le stipulent Janzen et Connell.

### Biais de spécificité des agents pathogènes
Pour que l’effet Janzen-Connell puisse être défini comme la cause du maintien de la diversité, il est essentiel de définir le degré de spécificité des agents pathogènes. Sans spécificité des pathogènes pour l’hôte, l’effet Janzen-Connell n’aura pas lieu.

## Effet inverse
Il existe un mécanisme inverse à celui de Janzen-Connell qui augmente l'aptitude des individus proches de l’arbre mère. La présence de mutualistes spécifiques à l’espèce hôte dans un espace limité réduit la densité de dépendance négative conspécifique et donc la diversité de la communauté. Au contraire de l'hypothèse de Janzen-Connell, celle de Janzen-Connell inverse prédit un plus grand regroupement des individus conspécifiques.
Ce phénomène est un potentiel moteur d’invasion et pourrait expliquer la faible diversité des arbres dans certaines forêts tropicales et, dans des cas extrêmes, pourrait expliquer les peuplements par une espèce mono dominante. Bien que ces effets ne conduisent pas toujours à la dominance d’une espèce, ils exercent tout de même une influence non négligeable sur la structure de la communauté.
Dans les communautés dominées par les effets de Janzen-Connell inverses, la compétition intraspécifique serait potentiellement plus grande que dans celles dominées par les effets Janzen-Connell standards. Cela indique que l’évolution des mutualismes spécifiques à l'hôte a pour tendance l’augmentation de tolérance à la compétition intraspécifique.
La majorité des exemples attestant d’un effet inverse de Janzen-Connell proviennent des associations plantes-champignons. Les champignons ectomycorhizien mutualistes spécifiques à l’hôte en sont un exemple. Par leur association aux racines de plantes, ils favorisent le prélèvement des nutriments du sol et donc la pousse de la plante hôte lorsque celle-ci est proche d’apparentés. L’action positive des champignons est accompagnée d’une augmentation de l’abondance de la plante hôte due à une rétroaction positive du sol.